# Пандемия 2: Потрясение
«Пандемия 2: Потрясение» (англ. Pandemic 2: The Startling) — эпизод 1211 (№ 178) сериала «Южный Парк», премьера которого состоялась 29 октября 2008 года. Эпизод является продолжением серии «Пандемия».

## Сюжет
Стэн, Картман, Кенни, Кайл, Крейг и пилоты оказываются в неизвестном месте и видят фрукты и жилища насекомых очень больших размеров. Когда пилоты погибают, ребята убегают и видят какой-то старый храм, внутри которого есть пророчество. Из этого они узнают, что перуанские группы флейтистов держали кровожадных морских свинок в джунглях. Далее нарисовано как флейтистов арестовывают и морские свинки выходят на свободу. В финальной части пророчества нарисован Крейг. Несмотря на интригу, Крейг отказывается продолжать расследование и отправляется обратно через джунгли. Другие мальчики следуют за ним, жалуясь на скуку. 
Тем временем в Саут-Парке Рэнди не прекращает всё снимать и использует постоянное увеличение и тяжёлое дыхание, чтобы передать, насколько он "поражён" всем этим испытанием. Шерон начинает очень раздражать его навязчивая запись. Она набрасывается на его камеру. Кроме того, горожане обнаруживают, что морские свинки принимают различные другие формы, в том числе морских кроликов, морских пчёл, морских медведей, морских мышей, морских крыс и морских свиней, все из которых предположительно происходят из вышеупомянутого "мира гигантов". 
Глава безопасности велит отвезти его на Мачу-Пикчу. Прилетев туда, он видит мальчиков, рассказывая страшную тайну, он показывает свою истинную форму, форму "гвинейского пирата" (морской свинки в пиратском костюме). Крейг настаивает на том, что он не хочет участвовать в этом; он просто хочет вернуться домой, и он уходит в сторону. Но, делая это, он случайно наступает на каменную плитку, активируя какой-то магический ритуал, в ходе которого из его глаз вылетают "искры" и парализуют гвинейского пирата. 
Правительство США освобождает все перуанские группы, которые загоняют морских свинок обратно в джунгли. 

## Пародии
- Сцены «любительских» съёмок Рэнди являются пародией на фильм «Монстро».
- В одной из сцен мультфильма семья Стэна и некоторые другие жители города прячутся в супермаркете, но монстры-морские свинки врываются и туда. Это прямая отсылка к фильму по рассказу Стивена Кинга «Мгла» — там была подобная сцена.
- В конце серии Крейг рассказывает о том, как человечество восстановило прежний образ жизни после нашествия монстров. Его слова почти в точности повторяют эпилог фильма «Послезавтра». При этом на фоне играет песня Cars Гэри Ньюмана в стилистике народной перуанской музыки.

## Факты
- В одной из сатирических сцен министерство национальной безопасности США использует Википедию как источник информации о морских свинках.
- Когда Рэнди наводит камеру на Стотчей, он называет отца Баттерса Крисом.
- Идя по пустыне, мальчики проходят мимо одного из геоглифов Наски, изображающего колибри.
- В супермаркете одна из спасшихся — женщина, которая потом случайно заключила договор с компанией Apple в эпизоде «Человекайпадоножка».
- Обязательный элемент одежды Крейга с самого первого его появления в сериале - синяя шапка чулло с жёлтым помпоном. Чулло - традиционный головной убор андских индейцев, что намекает на связь Крейга с перуанской культурой задолго до действия данной серии.